# Ben 10: Galactic Racing
Ben 10: Galactic Racing es un videojuego de carreras de la serie de Ben 10, producido para PlayStation 3, Xbox 360, Wii, Nintendo DS, PlayStation Vita, y Nintendo 3DS. Fue lanzado en Norteamérica el 18 de octubre de 2011 y en Europa el 25 de noviembre de 2011 para Wii, PlayStation 3, Xbox 360, Nintendo DS y Nintendo 3DS.[cita requerida] El port de PlayStation Vita de Ben 10: Galactic Racing fue lanzado el 22 de febrero de 2012 en Norteamérica, y el 16 de marzo de 2012 en Europa. Fue distribuido por D3 Publisher y desarrollado por Monkey Bar Games. Fue anunciado en la Electronic Entertainment Expo 2011 el 7 de junio de 2011.

## Jugabilidad
La jugabilidad de Galactic Racing es similar a aquella de la franquicia Mario Kart de Nintendo, con personajes corriendo por medio de varios circuitos de carreras basados en diferentes lugares de la franquicia Ben 10, y recolectando potenciadores (llamados Omni-Nodes) para aumentar su velocidad u obstaculizar a sus oponentes. El juego dispone de varios modos, incluyendo: Galactic Grand Prix, que consiste en correr por varias pistas para desbloquear personajes y ganar trofeos; circuito corto, un circuito personalizado de tres pistas; carrera simple, para correr en cualquier pista; contrarreloj, donde se enfrentarán a los tiempos fijados por los jugadores y se podrán desbloquear vehículos; enfrentamiento, consistiendo en tres juegos bonus, Ultimate Alienation, Omni-Tag y Ultimate Elimination; y multijugador, un modo que incluye hasta cuatro jugadores que correrán unos contra otros.
Mientras que los jugadores pueden activar las formas alienígenas de Ben en medio de la carrera, otros personajes como Kevin Levin pueden utilizar sus habilidades especiales para afectar el resultado de una carrera. Todos los personajes podrán recoger potenciadores Omni-Nodes especiales que cuentan con diferentes tipos de habilidades alienígenas, incluyendo un movimiento definitivo especial que desatará un gran incremento de velocidad y poder. Las carreras se celebran en los circuitos Galactic Grand Prix, y los jugadores podrán fijar récords de tiempo que se podrán desafiar en el modo contrarreloj. Un alienígena nuevo, Fasttrack, hizo su debut en un videojuego en todas las plataformas, y uno de los alienígenas originales de Ben, Diamante, fue exclusivo de la versión de Nintendo DS.

## Recepción
Ben 10: Galactic Racing recibió reseñas mixtas de parte de los críticos.